# 東原 (郡山市)
東原（ひがしはら）は、福島県郡山市の大字である。郵便番号は963-0552。

## 地理
郡山市北部の喜久田地区に属する。北で富久山町八山田、東で八山田西、南から西にかけ喜久田町とそれぞれ隣接する。喜久田東原土地区画整理事業が行われた区域であり、2019年12月7日の換地処分により富久山町八山田、喜久田町より分離新設された。中央部を貫く福島県道296号荒井郡山線の南側に一丁目、北側に西から二、三丁目が設置されている。全域が住宅地であり、県道に沿いロードサイド店が出店している。喜久田町堀之内に所在する郡山北警察署喜久田駐在所、および喜久田町卸に所在する郡山消防署喜久田基幹分署がそれぞれ管轄にあたる。

## 歴史
- 2019年12月7日　- 喜久田東原土地区画整理事業の換地処分により新設される[要出典]。

## 世帯数と人口
2024年1月1日現在の世帯数と人口は以下の通りである。
| 大字 | 世帯数  | 人口    |
| ---- | ------- | ------- |
| 東原 | 897世帯 | 2,549人 |

## 小・中学校の学区
市立小・中学校に通う場合、学区は以下の通りとなる。
| 番地 | 小学校               | 中学校             |
| ---- | -------------------- | ------------------ |
| 全域 | 郡山市立富田東小学校 | 郡山市立冨田中学校 |

## 交通

### 鉄道
JR東日本
- 磐越西線

### 道路
- 福島県道296号荒井郡山線

## 施設等
- パステル 郡山本店
- ザ・ビッグ 喜久田店
- ブイチェーン 郡山喜久田店
- 神戸クックワールドビュッフェ 郡山店
- ミニストップ 郡山喜久田店
- バースデイ 喜久田店
- ギフトプラザ 本部
- 東原集会所
- 前北公園